# Shugo
Shugo (jap. 守護, wörtlich: „Beschützer“) bezeichnet während der japanischen Kamakura- und Muromachi-Zeit (12. bis 16. Jahrhundert) ein Amt, zuerst eines mit Polizeifunktionen, später das eines Militärgouverneurs.
Als Stellvertreter stand ihnen ein shugodai (守護代) beiseite.

## Kamakura-Zeit
Nachdem Minamoto no Yoritomo das Kamakura-Shogunat gründete, ernannte er für die Provinzen eigene Gokenin (Hausleute) zu Shugo. Deren drei Hauptaufgaben waren die Verwaltung der lokalen Gokenin, insbesondere die Mahnung zum Wachtdienst in Kyōto (大番役, ōban’yaku), sowie die Gefangennahme von Rebellen (謀反人, muhonnin) und Mördern (殺害人, satsugajin). 1231 wurden diese Aufgaben als die „Drei Kapitel der Kapitalverbrechen“ (大犯三箇条, taibon sankajō) im „Strafkodex“ (御成敗式目, Goseibai Shikimoku) kodifiziert.
Nach der traditionell überlieferten Ansicht gemäß der 1266 fertiggestellten Chronik Azuma Kagami wurde das Amt gleichzeitig mit dem des Jitō (Landvogt) im elften Monat des Jahres 1185 eingeführt. Dies ist jedoch eine spätere Rationalisierung, denn das Amt entstand nicht vor den frühen 1190ern und hatte seinen Ursprung im Posten des Sōtsuibushi (惣追捕使). Dies war ebenfalls ein Polizeiposten, mit dem Unterschied, dass diese jedoch keiner Provinz fest zugeordnet waren, sondern fallweise geschickt wurden.
Nach der ersten Mongoleninvasion und deren Zurückschlagung in der Schlacht von Bun’ei 1274 befürchtete das Shogunat eine zweite und wies die Shugo in Westjapan an, die Mobilisierung der Gokenin und auch Nicht-Gokenin zu organisieren. Durch diese militärischen Kompetenzen erhielt der Posten einen starken Machtzuwachs und einflussreiche Familien, insbesondere der regierende Hōjō-Klan, bemühten sich um die jeweiligen Stellen. Mit der Ausschaltung des rivalisierenden Adachi-Klans während des Shimotsuki-Zwischenfalls 1285 hielten die Hōjō dann 29 der 68 Shugo-Posten und zum Ende der Kamakura-Zeit schließlich 36.

## Muromachi-Zeit
Nachdem die Hōjō das Kamakura-Shogunat 1333 stürzten, kam es kurzzeitig zu einer Wiederherstellung der Kaiserherrschaft (Kemmu-Restauration), die allerdings bereits 1336 wieder von Ashikaga Takauji beseitigt wurde, der das Muromachi-Shogunat gründete und einen eigenen Kaiser einsetzte, womit Japan zudem in zwei Kaiserhöfe gespalten war.
Dadurch kam es zu einer Schwächung der vom Kaiserhaus eingesetzten Provinzverwaltung (kokuga) und deren (zivilen) Provinzregierung (kokushi), deren Aufgaben nun allmählich auf die Shugo übergingen die so auch Zugriff auf die Provinzregister (大田文, ōtabumi) erhielten. Sie erhielten die Verwaltung über die Reichsländereien der jeweiligen Provinz, über die sie als ihr Allodialland (守護領, shugoryō) frei verfügen konnten, aber auch jurisdiktive Kompetenzen bei Bodenfragen und das Recht, Grundbesitz von Verbrechern einziehen und weitergeben zu dürfen, z. B. an den eigenen Nachfolger. Zudem bekamen die Shugo das Recht Steuern zu erheben, wie die „Halbsteuer“ (半済, hanzei) bei der die Hälfte der Jahressteuer (年貢, nengu) einer Domäne an die Behörde des Shugo geht. Dieses System der Herrschaft über die Domänen einer Provinz wird als shugo-ryōkoku-sei (守護領国制) bezeichnet. Diejenigen, die durch diese Mittel großen Grundbesitz auf sich vereinigen konnten, wurden shugo-daimyō genannt.